# Список підводних човнів ВМФ СРСР
Список підводних човнів СРСР — перелік підводних човнів радянського флоту, починаючи з тих човнів, що були захоплені після перемоги більшовиків у Жовтневого перевороту у Російському імператорському флоті, будувалися та перебували на озброєнні ВМФ СРСР до розпаду Радянського Союзу. Список представлений у хронологічному порядку, починаючи з 1917 року, з моменту створення збройних сил Радянської Росії.

## Список підводних човнів ВМФ СРСР

### Підводні човни Морських сил РСЧА та РСЧФ (1917—1939)
| Тип                            | Зображення | Роки побудови | Роки експлуатації | Кількість кораблів типу | ПЧ | Прим.                                                                              |
| ------------------------------ | ---------- | ------------- | ----------------- | ----------------------- | --- | ---------------------------------------------------------------------------------- |
| Підводні човни 1917—1939 років |            |               |                   |                         | |                                                                                    |
| «Касатка»                      |            | 1904 — 1905   | 1905 — 1925       | 6                       | «Касатка», «Скат», «Налим», «Макрель», «Окунь», «Фельдмаршал Граф Шереметєв»                                            | усі ПЧ перейшли від Російського імператорського флоту                              |
| «Мінога»                       |            | 1906 — 1910   | 1910 — 1925       | 1                       | «Мінога» |                                                                                    |
| «Морж»                         |            | 1911 — 1914   | 1914 — 1929       | 1                       | «Нерпа» | єдиний ПЧ цього типу з трьох («Нерпа», «Морж» і «Тюлень»), що дістався більшовикам |
| «Барс»                         |            | 1915 — 1917   | 1916 — 1955       | 14                      | «Вепр», «Вовк», «Змія», «Тигр», «Пантера», «Рись», «Кугуар», «Леопард», «Угор», «Тур», «Ягуар», «Йорж», «Форель», «Язь» | човни, що дістався більшовикам, з 24 цього типу                                    |
| «Комунар»                      |            | 1916 — 1917   | 1917 — 1924       | 1                       | «Комунар» | ПЧ італійського виробництва                                                        |
| «Американський Голланд»        |            | 1917 — 1918   | 1918 — 1954       | 6                       | АГ-21, АГ-22, АГ-23, АГ-24, АГ-25, АГ-26                                                                                | ПЧ американського виробництва типу «H»                                             |

### Підводні човни РСЧФ (1939—1945)
| Тип                                  | Зображення | Роки побудови | Роки експлуатації | Кількість кораблів типу | ПЧ | Прим.                                   |
| ------------------------------------ | ---------- | ------------- | ----------------- | ----------------------- | --- | --------------------------------------- |
| Підводні човни Другої світової війни |            |               |                   |                         | |                                         |
| «Декабрист»                          |            | 1927 — 1931   | 1929 — 1958       | 6                       | Д-1 «Декабрист», Д-2 «Народоволець», Д-3 «Червоногвардієць», Д-4 «Революціонер», Д-5 «Спартаківець», Д-6 «Якобінець» | перший тип ПЧ, побудований у СРСР       |
| «Ленінець»                           |            | 1929 — 1933   | 1933 — 1971       | 6                       | Л-1 «Ленінець», Л-2 «Сталінець», Л-3 «Фрунзенець», Л-4 «Гарібальдієць», Л-5 «Чартист», Л-6 «Карбонарій» | радянські ПЧ серії II                   |
| «Ленінець»                           |            | 1934 — 1938   | 1936 — 1983       | 6                       | Л-7 «Ворошиловець», Л-8 «Дзержинець», Л-9 «Кіровець», Л-10 «Менжинець», Л-11 «Свердловець», Л-12 «Молотовєць» | радянські ПЧ серії XI (II-біс)          |
| «Ленінець»                           |            | 1935 — 1939   | 1938 — 1984       | 7                       | Л-13, Л-14, Л-15, Л-16, Л-17 «Єжовець», Л-18, Л-19 | радянські ПЧ серії XIII                 |
| «Ленінець»                           |            | 1938 — 1943   | 1941 — 1959       | 5+1                     | Л-20, Л-21, Л-22, Л-23, Л-24, Л-25 | радянські ПЧ серії XIII-1939 (XIII-біс) |
| «Щука»                               |            | 1930 — 1934   | 1933 — 1950-ті    | 4                       | Щ-301, Щ-302, Щ-303, Щ-304 | радянські ПЧ серії III                  |
| «Щука»                               |            | 1932 — 1934   | 1933 — 1954       | 12                      | Щ-101, Щ-102, Щ-103, Щ-104, Щ-105, Щ-106, Щ-107, Щ-108, Щ-109, Щ-110, Щ-111, Щ-112 | радянські ПЧ серії V                    |
| «Щука»                               |            | 1932 — 1934   | 1933 — 1954       | 13                      | Щ-113, Щ-114, Щ-115, Щ-116, Щ-117, Щ-118, Щ-119, Щ-120, Щ-201, Щ-202, Щ-203, Щ-305, Щ-308 | радянські ПЧ серії V-біс                |
| «Щука»                               |            | 1933 — 1936   | 1935 — 1954       | 14                      | Щ-121, Щ-122, Щ-123, Щ-124, Щ-125, Щ-204, Щ-205, Щ-206, Щ-207, Щ-306, Щ-307, Щ-309, Щ-310, Щ-311 | радянські ПЧ серії V-біс-2              |
| «Щука»                               |            | 1934 — 1941   | 1935 — 1957       | 32                      | Щ-126, Щ-127, Щ-128, Щ-129, Щ-130, Щ-131, Щ-132, Щ-133, Щ-134, Щ-139, Щ-208, Щ-209, Щ-210, Щ-211, Щ-212, Щ-213, Щ-214, Щ-215, Щ-317, Щ-318, Щ-319, Щ-320, Щ-322, Щ-323, Щ-324, Щ-401, Щ-402, Щ-403, Щ-404, Щ-421, Щ-422, Щ-424 | радянські ПЧ серії X                    |
| «Щука»                               |            | 1938 — 1941   | 1941 — 1958       | 11                      | Щ-135, Щ-136, Щ-137, Щ-138, Щ-216, Щ-405, Щ-406, Щ-407, Щ-408, Щ-411, Щ-412 | радянські ПЧ серії X-біс                |
| «Правда»                             |            | 1931 — 1936   | 1936 — 1955       | 3                       | П-1 «Правда», П-2 «Звєзда», П-3 «Іскра» | радянські ПЧ серії IV                   |
| «Малютка»                            |            | 1932 — 1934   | 1934 — 1952       | 30                      | М-1, М-2, М-3, М-4, М-5, М-6, М-7, М-8, М-9, М-10, М-11, М-12, М-13, М-14, М-15, М-16, М-17, М-18, М-19, М-20, М-21, М-22, М-23, М-24, М-25, М-26, М-27, М-28, М-51, М-52 | радянські ПЧ серії VI                   |
| «Малютка»                            |            | 1934 — 1936   | 1935 — 1950       | 20                      | М-43, М-44, М-45, М-46, М-47, М-48, М-49, М-54, М-55, М-71, М-72, М-73, М-74, М-75, М-76, М-77, М-78, М-79, М-80, М-81, М-83 | радянські ПЧ серії VI-біс               |
| «Малютка»                            |            | 1937 — 1943   | 1938 — 1960       | 45+1                    | М-30, М-31, М-32, М-33, М-34, М-35, М-36, М-49, М-58, М-59, М-60, М-62, М-63, М-90, М-92, М-94, М-95, М-96, М-97, М-98, М-99, М-102, М-103, М-104, М-105, М-106, М-107, М-108, М-111, М-112, М-113, М-114, М-115, М-116, М-117, М-118, М-119, М-120, М-121, М-122, М-171, М-172, М-173, М-174, М-175, М-176 | радянські ПЧ серії XII                  |
| «Малютка»                            |            | 1940 — 1953   | 1943 — 1963       | 57                      | М-200 «Мєсть», М-201, М-202, М-203, М-204, М-205, М-206, М-214, М-215, М-216, М-217, М-218, М-219, М-234, М-235, М-236, М-237, М-238, М-239, М-240, М-241, М-242, М-243, М-244, М-245, М-246, М-247, М-248, М-249, М-250, М-251, М-252, М-253, М-270, М-271, М-272, М-273, М-274, М-275, М-276, М-277, М-278, М-279, М-280, М-281, М-282, М-283, М-284, М-285, М-286, М-287, М-288, М-289, М-290, М-291, М-292, М-293, М-294 | радянські ПЧ серії XV                   |
| «Середня»                            |            | 1934 — 1938   | 1936 — 1941       | 3                       | С-1, С-2, С-3 | радянські ПЧ серії IX                   |
| «Середня»                            |            | 1935 — 1948   | 1939 — 1978       | 41                      | С-4, С-5, С-6, С-7, С-8, С-9, С-10, С-11, С-12, С-13, С-14, С-15, С-16, С-17, С-18, С-19, С-20, С-21, С-22, С-23, С-24, С-25, С-26, С-31, С-32, С-33, С-34, С-35, С-36, С-37, С-38, С-51, С-52, С-53, С-54, С-55, С-56, С-101, С-102, С-103, С-104 | радянські ПЧ серії IX-біс               |
| «Крейсерська»                        |            | 1936 — 1943   | 1939 — 1955       | 11                      | К-1, К-2, К-3, К-21, К-22, К-23, К-51, К-52, К-53, К-55, К-56 | радянські ПЧ серії XIV                  |

#### Іноземні підводні човни РСЧФ (1939—1945)
| Тип                                | Зображення | Роки побудови | Роки експлуатації | Кількість кораблів типу | ПЧ                              | Прим. |
| ---------------------------------- | ---------- | ------------- | ----------------- | ----------------------- | ------------------------------- | --- |
| Трофейні підводні човни            |            |               |                   |                         |                                 | |
| «Калев»                            |            | 1935 — 1937   | 1936 — 1979       | 2                       | «Калев», «Лембіт»               | підводні мінні загороджувачі британського виробництва на замовлення естонських ВМС. У 1940 році після анексії Естонії Радянським Союзом вони були конфісковані радянським флотом та уведені до складу Балтійського флоту РСЧФ                              |
| «Роніс»                            |            | 1925 — 1927   | 1927 — 1941       | 2                       | «Роніс», «Спідола»              | малі підводні човни французького виробництва на замовлення латиських ВМС. У 1940 році після анексії Латвії Радянським Союзом вони були конфісковані радянським флотом та уведені до складу Балтійського флоту РСЧФ                                         |
| «Речінул»                          |            | 1938 — 1943   | 1944 — 1951       | 1                       | «Речінул»                       | підводний мінний загороджувач, що перебував у складі Королівських військово-морських сил Румунії, а після капітуляції Румунії був у складі радянського ВМФ                                                                                                 |
| «Дельфінул»                        |            | 1927 — 1936   | 1944 — 1951       | 2                       | «Дельфінул», «Марсуінул»        | прибережні підводні човни, що перебували у складі Королівських військово-морських сил Румунії, а після капітуляції Румунії якісь час були у складі радянського ВМФ                                                                                         |
| Позичені союзниками підводні човни |            |               |                   |                         |                                 | |
| «S»                                |            | 1935 — 1936   | 1936 — 1944       | 1                       | «Санфіш»                        | 30 травня 1944 року переданий за ленд-лізом до складу ВМФ СРСР, перейменований на V-1. 27 липня 1944 року потоплений на переході з Данді до Мурманська «дружнім вогнем» британського важкого бомбардувальника B-24 «Ліберейтор» Берегового командування ПС |
| «U»                                |            | 1935 — 1936   | 1936 — 1944       | 3                       | «Урсула», «Анброукен», «Унісон» | У червні 1944 року передані до радянського ВМФ. 1949—1950 роках повернуті Великій Британії |

### Підводні човни (1945—1991)
| Тип                           | Зображення | Роки побудови | Роки експлуатації | Кількість кораблів типу | ПЧ | Прим.                                                                                              |
| ----------------------------- | ---------- | ------------- | ----------------- | ----------------------- | --- | -------------------------------------------------------------------------------------------------- |
| Підводні човни Холодної війни |            |               |                   |                         | | |
| Багатоцільові ПЧ              |            |               |                   |                         | | |
| проєкту 611                   |            | 1951 — 1958   | 1953 — 1990       | 26                      | Б-61, Б-62, Б-63, Б-64, Б-65, Б-66, Б-67, Б-68, Б-69, Б-70, Б-71, Б-72, Б-73, Б-74, Б-75, Б-76, Б-77, Б-78, Б-79, Б-80, Б-81, Б-82, Б-88, Б-89, Б-90, Б-91 | |
| проєкту 613                   |            | 1950 — 1957   | 1951 — 1996       | 215                     | С-80, С-43, С-44, С-45, С-46, С-140, С-141, С-142, С-143, С-144, С-145, С-146, С-147, С-148, С-149, С-150, С-151, С-152, С-155, С-157, С-158, С-159, С-160, С-161, С-162, С-163, С-164, С-165, С-166, С-167, С-168, С-169, С-170, С-171, С-172, С-173, С-174, С-175, С-176, С-177, С-178, С-179, С-180, С-181, С-182, С-183, С-184, С-185, С-186, С-192, С-193, С-194, С-195, С-196, С-197, С-198, С-199, С-200, С-261, С-262, С-263, С-264, С-265, С-266, С-267, С-268, С-269, С-270, С-271, С-272, С-273, С-274, С-275, С-276, С-277, С-278, С-279, С-280, С-281, С-282, С-283 «Владимирський комсомолець», С-284, С-285, С-286, С-287, С-288, С-289, С-290, С-291, С-292, С-293, С-294, С-295, С-296, С-297, С-300 «Брянський комсомолець», С-325, С-326, С-327, С-328, С-329, С-338, С-339, С-340, С-341, С-342, С-343, С-344, С-345, С-346, С-347, С-348, С-349 С-61 «Комсомолець», С-62, С-63, С-64, С-65, С-66, С-67, С-68, С-69, С-70, С-71, С-72, С-73, С-74, С-75, С-76, С-77 «Тюменський комсомолець», С-78, С-79, С-86, С-87, С-88, С-89, С-90, С-91, С-95, С-96, С-97, С-98, С-100, С-217, С-218, С-219, С-220, С-221 «Комсомолець Таджикистану», С-222, С-223, С-224, С-225, С-226, С-227, С-228, С-229, С-230, С-231, С-232, С-233, С-234, С-235, С-236, С-237, С-238, С-239, С-240, С-241, С-242, С-243, С-244, С-245, С-246, С-250, С-374, С-375, С-376, С-377, С-378, С-379, С-380, С-381, С-382, С-383, С-384 С-153, С-154, С-156 «Комсомолець Казахстану», С-187, С-188, С-189, С-190, С-191 «Псковський комсомолець», С-355, С-356, С-357 «Ульянівський комсомолець», С-358, С-359, С-360, С-361, С-362, С-363, С-364, С-365 С-331, С-332, С-333, С-334, С-335, С-336, С-337, С-390, С-391, С-392, С-393 | наймасовіший підводний човен радянського виробництва                                               |
| проєкту 615                   |            | 1950 — 1958   | 1952 — 1970-ті    | 30                      | М-255, М-256, М-257, М-258, М-259, М-260, М-261, М-262, М-263, М-264, М-265, М-266, М-267, М-268, М-269, М-295, М-296, М-297, М-298, М-299, М-300, М-301, М-321 М-351, М-352, М-353, М-354, М-355, М-355, М-361 | |
| проєкту 633                   |            | 1957 — 1961   | 1959 — 1985       | 20                      | С-350, С-351, С-352, С-353, С-354, С-32, С-34, С-36, С-37, С-38, С-53, С-101, С-212, С-128, С-4, С-7, С-11, С-28, С-49, С-57 | |
| проєкту 641                   |            | 1957 — 1983   | 1958 — по т.ч.    | 75                      | Б-94, Б-95, Б-36, Б-37, Б-133, Б-135, Б-139, Б-57, Б-116, Б-130, Б-143, Б-85, Б-59, Б-156, Б-4 «Челябінський комсомолець», Б-153, Б-164, Б-33, Б-7, Б-105, Б-169, Б-38, Б-53, Б-50, Б-8, Б-31, Б-2, Б-55, Б-98, Б-101, Б-6, Б-15, Б-103, Б-109, Б-107, Б-112, Б-25, Б-21, Б-9, Б-26, Б-28, Б-34, Б-40, Б-29, Б-41, Б-46, Б-49, Б-39, Б-51, Б-397, Б-400, Б-413, Б-416, Б-205, Б-213, Б-440, Б-409, Б-435, Б-427, Б-402, Б-401, Б-405, Б-456, Б-464, Б-470, Б-522, Б-311, Б-330, Б-533, Б-587, Б-588, Б-590, Б-309, Б-510, Б-586 | 17 ПЧ були продані на експорт ВМС Польщі, Індії, Лівії та Куби                                     |
| проєкту 641Б «Сом»            |            | 1971 — 1982   | 1972 — 2016       | 18                      | Б-443, Б-474, Б-437 «Магнітогорський комсомолець», Б-498, Б-515, Б-519, Б-290, Б-303, Б-146 «Комсомолець Казахстану», Б-546, Б-30, Б-215, Б-396 «Новосибірський комсомолець», Б-307, Б-319 «Комсомолець Чувашії», Б-225, Б-312, Б-380 «Горьковський комсомолець» | |
| проєкту 877 «Палтус»          |            | 1980 — 2000   | 1972 — по т.ч.    | 43                      | Проєкт 877: Б-248, Б-260 «Чита», Б-227 «Виборг», Б-229, Б-404, Б-405, Б-470, Б-439, Б-445 «Святитель Миколай Чудотворець», Б-394 «Нурлат», Б-464 «Усть-Камчатськ», Б-494 «Усть-Більшерецьк», Б-187 «Комсомольськ-на-Амурі», Б-190 «Краснокаменськ», Б-345 «Могоча», Б-401 «Новосибірськ», Б-402 «Вологда», Б-808 «Ярославль», Б-800 «Калуга», Б-459 «Владикавказ», Б-471 «Магнітогорськ», Б-177 «Липецьк» Проєкт 877В: Б-871 «Алроса» Проєкт 877ЕКМ: Б-806 «Дмитров» | |
| ПЧ з крилатими ракетами       |            |               |                   |                         | | |
| проєкту 644                   |            | 1950 — 1953   | 1951 — 1974       | 215                     | С-44, С-46, С-69, С-80, С-158, С-162 | глибока модернізація та переозброєння ПЧ проєкту 613                                               |
| проєкту 665                   |            | 1960 — 1963   | 1961 — 1970-ті    | 6                       | С-61, С-64, С-142, С-152, С-155, С-164 | удосконалена версія ПЧ проєкту 644                                                                 |
| проєкту 651                   |            | 1960 — 1968   | 1963 — 1994       | 16                      | K-156, K-85, K-63, K-70, K-24, K-68, K-77, K-81, K-58, K-73, K-67, K-78, K-203, K-304, K-318, K-120 | |
| ПЧ з балістичними ракетами    |            |               |                   |                         | | |
| проєкту В611                  |            | 1953 — 1956   | 1956 — 1976       | 1                       | Б-67 | глибока модернізація та переозброєння ПЧ проєкту 611                                               |
| проєкту 611АВ                 |            | 1956 — 1957   | 1957 — 1985       | 5                       | Б-73, Б-78, Б-79, Б-82, Б-69 | глибока модернізація та переозброєння ПЧ проєкту 611                                               |
| проєкту 629                   |            | 1957 — 1962   | 1959 — 1990       | 23                      | Б-92, Б-40, Б-41, Б-42, Б-121, Б-125, Б-45, Б-29, Б-156, Б-149, Б-95, Б-48, К-93, К-110, К-153, К-142, Б-93, К-129, Б-109, Б-113, Б-46, Б-51, К-163 | |
| проєкту 629Б                  |            | 1961 — 1962   | 1959 — 1990       | 1                       | К-142 | модернізація ПЧ проєкту 629                                                                        |
| проєкту 629А                  |            | 1957 — 1962   | 1959 — 1990       | 14                      | Б-92, Б-40, Б-41, Б-45, Б-26, Б-48, К-93, К-142, Б-93, К-103, Б-113, Б-46, Б-51, К-163 | модернізація ПЧ проєкту 629                                                                        |
| проєкту 601                   |            | 1968 — 1976   | 1976 — 1989       | 1                       | К-118 | модернізація ПЧ проєкту 629                                                                        |
| проєкту 605                   |            | 1968 — 1975   | 1975 — 1981       | 1                       | Б-102 | модернізація ПЧ проєкту 629                                                                        |
| проєкту 619                   |            | 1975 — 1978   | 1975 — 1990       | 1                       | БС-153 | модернізація ПЧ проєкту 629                                                                        |
| Спеціальні ПЧ                 |            |               |                   |                         | | |
| проєкту 629Р                  |            | 1974 — 1979   | 1976 — 1989       | 3                       | БС-83, БС-107, БС-167 | глибока модернізація та переозброєння ПЧ проєкту 629; підводний човен-ретранслятор                 |
| проєкту 690 «Кефаль»          |            | 1966 — 1970   | 1967 — 1997       | 4                       | С-368, С-226, С-256, С-310 | підводний човен-мішень                                                                             |
| проєкту 940 «Льонок»          |            | 1974 — 1979   | 1976 — 2000       | 2                       | БС-486, БС-257 | човен для проведення підводних пошуково-рятувальних робіт                                          |
| проєкту 907 «Тритон-1М»       |            | 1971 — 1980   | 1973 — 2000-ні    | 32                      | В-482, В-483, B-526, B-529, В-550, B-532, B-537, B-544 тощо | надмалі підводні човни на озброєнні частин спеціального призначення ВМФ                            |
| проєкту 908 «Тритон-2»        |            | 1972 — 1985   | 1975 — 2009       | 13                      | В-485, В-489, В-494, В-499 В-501, B-504, B-505, B-509, В-511, В-528, В-531, В-542 і В-554 | надмалі підводні човни на озброєнні частин спеціального призначення ВМФ                            |
| проєкту 865 «Піранья»         |            | 1984 — 1990   | 1988 — 1999       | 2                       | МС-520, МС-521 | надмалі підводні човни для проведення спеціальних операцій                                         |
| проєкту 617                   |            | 1951 — 1956   | 1956 — 1961       | 1                       | С-99 | експериментальний ПЧ з парогазотурбіною установкою Вальтера, як з головною енергетичною установкою |

#### Атомні підводні човни СРСР (1955—1991)
| Тип                                                   | Зображення | Роки побудови | Роки експлуатації | Кількість кораблів типу | ПЧ | Прим. |
| ----------------------------------------------------- | ---------- | ------------- | ----------------- | ----------------------- | --- | --- |
| Підводні човни атомні торпедні (ПЧАТ)                 |            |               |                   |                         | | |
| проєкту 627                                           |            | 1955 — 1958   | 1958 — 1991       | 1                       | К-3 «Ленінський комсомол» | перший радянський проєкт атомного підводного човна                                                                                         |
| проєкту 627А «Кит»                                    |            | 1956 — 1964   | 1960 — 1990       | 12                      | К-5, К-8, К-14, К-52, К-21, К-11, К-133, К-181, К-115, К-159, К-42 «Ростовський комсомолець», К-50 | |
| проєкту 645 ЖМТ «Кит»                                 |            | 1958 — 1963   | 1963 — 1979       | 1                       | К-27 | Експериментальний АПЧ, побудований за проєктом 645 ЖМТ з рідким металом як теплоносія                                                      |
| проєкту 671 «Йорш»                                    |            | 1963 — 1967   | 1967 — 1991       | 15                      | К-38, К-69, К-147, К-53, К-306, К-323 «50 років СРСР», К-370, К-438, К-367, К-314, К-398, К-454, К-462, К-469, К-481 | |
| проєкту 671РТ «Сьомга»                                |            | 1971 — 1978   | 1972 — 1996       | 7                       | К-387, К-371, К-495, К-513, К-467, К-488, К-517 | |
| проєкту 671РТМ(К) «Щука»                              |            | 1976 — 1984   | 1977 — по т.ч.    | 26                      | К-524 «60 років Шефства ВЛКСМ», К-507, К-247, К-255, К-324, К-502 «Волгоград», К-254, К-527, К-298, К-218, К-358 «Мурманський Комсомолець», К-299, К-244, К-292 «Перм», К-388 «Петрозаводськ», К-138 «Обнінськ», К-414 «Даниїл Московський», К-448 «Тамбов», К-492, К-412, К-251, К-305, К-355, К-360, К-242 «50 років Комсомольську-на-Амурі», К-264 | |
| проєкту 705, 705К «Ліра»                              |            | 1968 — 1981   | 1971 — 1996       | 7                       | К-64, К-316, К-373, К-463, К-123, К-432, К-493 | |
| проєкту 945 «Барракуда»                               |            | 1979 — 1987   | 1984 — по т.ч.    | 2                       | К-239 «Карп», К-276 «Краб» | |
| проєкту 945А «Кондор»                                 |            | 1985 — 1993   | 1991 — по т.ч.    | 2                       | Б-534 «Нижній Новгород», Б-336 «Псков» | |
| проєкту 945Б (945АБ) «Марс»                           |            | 1990 — 1993   | —                 | 1                       | К-123 «Марс» | недобудований, у листопаді 1993 року розібраний на стапелі при готовності 30 %                                                             |
| Підводні човни атомні з ракетами крилатими (ПЧАРК)    |            |               |                   |                         | | |
| проєкту 659, 659Т                                     |            | 1958 — 1963   | 1961 — 1989       | 6                       | К-45, К-59, К-66, К-122, К-151, К-30 | |
| проєкту 675                                           |            | 1961 — 1968   | 1963 — 1994       | 29                      | К-166, К-104, К-170, К-172, К-47, К-1, К-28, К-74, К-22 «Красногвардієць», К-35, К-90, К-116, К-125, К-128, К-131, К-135, К-175, К-184, К-189, К-57, К-31, К-48, К-56, К-10, К-94, К-108, К-7, К-23, К-34 | |
| проєкту 667AT «Груша»                                 |            | 1967 — 1970   | 1969 — 2002       | 3                       | К-423, К-253, К-395 | глибока модифікація ПЧ проєкту 667 «Навага», оснащених комплексом «Гранат» з 32 дозвуковими стратегічними крилатими ракетами С-10 «Гранат» |
| проєкту 670 «Скат»                                    |            | 1964 — 1972   | 1967 — 1994       | 11                      | К-43, К-87, К-25, К-143, К-313, К-308, К-302, К-320, К-325, К-429, К-201 | |
| проєкту 670M «Скат-М/Чайка»                           |            | 1972 — 1980   | 1973 — 1995       | 6                       | К-452 «Новгород Великий», К-458, К-479, К-503, К-508, К-209 | |
| проєкту 949 «Граніт»                                  |            | 1975 — 1983   | 1980 — 1996       | 2                       | К-525 «Архангельськ», К-206 «Мурманськ» | |
| проєкту 949А «Антей»                                  |            | 1975 — 1983   | 1980 — по т.ч.    | 12+2                    | К-148 «Краснодар», К-173 «Красноярськ», К-132 «Іркутськ», К-119 «Воронеж», К-119 «Воронеж», К-442 «Челябінськ», К-456 «Твер», К-266 «Орел», К-186 «Омськ», К-141 «Курськ», К-150 «Томськ», К-329 «Бєлгород», К-135 «Волгоград», К-160 «Барнаул» | |
| проєкту 971 «Щука-Б»                                  |            | 1983 — 2001   | 1984 — по т.ч.    | 15                      | К-284 «Акула», К-263 «Барнаул», К-322 «Кашалот», К-391 «Братськ», К-331 «Магадан», К-419 «Кузбас», К-295 «Самара», К-152 «Нерпа», К-480 «Ак Барс», К-317 «Пантера», К-461 «Волк», К-328 «Леопард», К-154 «Тигр», К-157 «Вепр», К-335 «Гепард» | |
| Підводні човни атомні з балістичними ракетами (ПЧАРБ) |            |               |                   |                         | | |
| проєкту 658                                           |            | 1958 — 1962   | 1960 — 1991       | 8                       | К-19, К-33, К-55, К-40, К-16, К-145, К-149, К-178 | |
| проєкту 701                                           |            | 1961 — 1962   | 1970 — 1991       | 1                       | К-145 | 1965-1970 роках модифікований з проєкту 658М                                                                                               |
| проєкту 667А «Навага»                                 |            | 1964 — 1974   | 1967 — 2004       | 34                      | К-137, К-140, К-26, К-32, К-216, К-207, К-210, К-249, К-253, К-395, К-408, К-411 «Оренбург», К-418, К-420, К-423, К-426, К-415, К-403 «Казань», К-245, К-214, К-219, К-228, К-241, К-444, К-339, К-434, К-236, К-389, К-252, К-258, К-446, К-451, К-436, К-430                                                                                        | |
| проєкту 667АМ «Навага-М»                              |            | 1965 — 1967   | 1967 — 1990       | 1                       | К-140 | |
| проєкту 667Б «Мурена»                                 |            | 1970 — 1977   | 1972 — 2004       | 18                      | К-279, К-447, К-450, К-385, К-457, К-465, К-460, К-472, К-475, К-171, К-366, К-417, К-477, К-497, К-500, К-512, К-523, К-530 | |
| проєкту 667БД «Мурена-М»                              |            | 1973 — 1975   | 1975 — 1996       | 4                       | К-182 «60 років Великого Жовтня», К-92, К-193, К-421 | |
| проєкту 667БДР «Кальмар»                              |            | 1974 — 1982   | 1976 — по т.ч.    | 14                      | К-424, К-441, К-449, К-455, К-490, К-487, К-496 «Борисоглєбськ», К-506 «Зеленоград», К-211 «Петропавловськ-Камчатський», К-223 «Подольськ», К-180, К-433 «Святий Георгій Побєдоносець», БС-136 «Оренбург», К-44 «Рязань» | |
| проєкту 667БДРМ «Дельфін»                             |            | 1981 — 1990   | 1984 — по т.ч.    | 7                       | К-51 «Верхотур'є», К-84 «Єкатеринбург», К-64 «Підмосков'я», К-114 «Тула», К-117 «Брянськ», К-18 «Карелія», К-407 «Новомосковськ» | |
| проєкту 941 «Акула»                                   |            | 1976 — 1989   | 1981 — по т.ч.    | 6                       | ТК-208 «Дмитрій Донськой», ТК-202, ТК-12 «Симбірськ», ТК-13, ТК-17 «Архангельськ», ТК-20 «Сєвєрсталь» | |
| Експериментальні атомні підводні човни                |            |               |                   |                         | | |
| проєкту 685 «Плавник»                                 |            | 1978 — 1983   | 1983 — 1989       | 1                       | К-278 «Комсомолець» | |
| проєкт 661 «Анчар»                                    |            | 1963 — 1969   | 1969 — 1988       | 1                       | К-222 | найшвидший підводний човен у світі |
| проєкт 06704 «Чайка-Б»                                |            | 1972 — 1973   | 1973 — 1998       | 1                       | К-452 «Новгород Великий» | |
| проєкт 09774                                          |            | 1969 — 1970   | 1970 — 2004       | 1                       | К-411 «Оренбург» | |
| проєкт 667А, 09780 «Аксон-2»                          |            | 1969 — 1970   | 1970 — 1988       | 1                       | К-415 | |
| проєкт 667АК, 09780 «Аксон-2»                         |            | 1969 — 1970   | 1971 — 2004       | 1                       | К-403 «Казань» | колишній К-415, 1996 року модифікований за проєктом 09780 «Аксон-2»                                                                        |